# 8564 Anomalocaris
A 8564 Anomalocaris (ideiglenes jelöléssel 1995 UL3) egy kisbolygó a Naprendszerben. Y. Shimizu és Urata Takesi fedezte fel 1995. október 17-én.